# Sambas (Borneo)
Sambas és una població d'Indonèsia a la província de Borneo Occidental (Kalimantan occidental), capital de la regència de Sambas. A la costa té el port principal de la zona anomenat Port de Sambas; la població és islamo-malaia.
L'islam hauria arribat a la comarca des de Palembang, al segle xvi. El regne de Sambas va esdevenir el sultanat de Sambas; fou vassall de Johore fins que per matrimoni al segle xviii va passar al sultanat de Sudakana, la família reial del qual va governar llavors a Sambas. En aquell temps la costa de Sambas fou un niu de pirates i el sultà va demanar ajut als holandesos (1818). La Companyia Holandesa de les Índies Orientals hi va establir un resident i van tractar d'estendre la seva influència cap a Sarawak, que el sultà de Brunei considerava seva; el 1841 la rebel·lió dels malais de Sarawak fou controlada pel britànic James Broke al que el sultà de Brunei va cedir Sarawak; el 1846 els holandeses van reorganitzar els seus dominis i el 1848 van signar un acord amb el sultà de Sambas Abu Bakr Tadj al-Din establint les fronteres de l'estat. Sambas fou ocupada pels japonesos (1941-1945) i recuperada pels britànics (1945-1946) i els holandesos (1946). Al final del conflicte entre holandesos i republicans, Sambas va ser integrada a Indonèsia.